# Micro Machines: Military
 (mars 2020).
Si vous disposez d'ouvrages ou d'articles de référence ou si vous connaissez des sites web de qualité traitant du thème abordé ici, merci de compléter l'article en donnant les références utiles à sa vérifiabilité et en les liant à la section « Notes et références ».
Micro Machines: Military est un jeu vidéo de course sorti en 1996 sur Mega Drive. Le jeu a été développé par SuperSonic Software et édité par Codemasters. Il permet de jouer jusqu'à 4 grâce à ses 2 ports manettes intégrés à la cartouche.